# Трансмісивний механізм передачі інфекції
Трансміси́вний механізм передачі інфекції — медичний термін, який використовують в епідеміології та вченні про інфекційні хвороби, один з видів механізму передачі інфекції, коли збудники, які циркулюють у кровоносній системі хворого, реалізується за допомогою кровосисних членистоногих — переносників, в організмі яких збудники розмножуються або проходять певний цикл розвитку; рідше через механічних переносників, що забруднюють існуючі кровоточиві шкірні пошкодження. Хвороби, які передаються таким чином, відносять до трансмісивних інфекцій.

## Загальна характеристика переносників
Тип членистоногих Arthropoda об'єднує понад 900 тисяч видів. Медичне значення мають представники двох класів: Insecta (комахи) і Arachnoidae (павукоподібні). Серед них найбільше епідеміологічне значення належить комахам (вошам, блохам, комарам, ґедзям, жалячим мухам (жигалкам) тощо) і представникам павукоподібних кліщів (іксодовим, гамазовим, аргасовим тощо).

## Хвороби, що передаються цим механізмом
До таких трансмісивних хвороб відносять:
- антропонози — рикетсіози, деякі спірохетози (епідемічний і ендемічний поворотні тифи, малярія;
- зоонози — (кліщовий енцефаліт, жовта гарячка, гарячка денге, Крим-Конго геморагічна гарячка, хвороба Лайма тощо.

Також розрізняють хвороби, які передаються цим механізмом передачі, стосовно обов'язковості (облігатності) і факультативності його:
- збудники облігатно-трансмісивних хвороб природно передаються тільки через переносників (малярія, кліщовий енцефаліт, японський енцефаліт, лейшманіози, епідемічний висипний тиф, жовта гарячка, денге, тощо).
- збудники факультативно-трансмісивних хвороб (туляремія, чума, Ку-гарячка тощо) природно можуть передаватися як через переносників, так й іншими механізмами і шляхами. Тому деякі з них, які мають потенцію приблизно однаково часто передаватися різними механізмами передачі пропонується відносити до особливої групи інфекцій з багатьма механізмами, як, зокрема, чуму.

## Характеристика збудників, які передаються цим механізмом
Передача збудників трансмісивних інфекцій включає три фази:
1. отримання збудника переносником;
2. перенесення збудника переносником;
3. введення збудника переносником реципієнту.

### Отримання збудника переносником
В організм членистоногого патогенні мікроорганізми можуть потрапляти при:
- кровосмоктанні,
- при контакті з ураженими ділянками шкіри (шкірні лейшманіози),
- при контакті з будь-якою зараженою поверхнею, що знаходиться в довкіллі (мухи).

#### Особливості перебування збудника в переноснику
Всередині членистоногого збудники нерідко проходять певні стадії свого розвитку, як це зокрема відбувається в організмі комара при малярії. Ти чи іншим збудникам притаманні різні риси цього розвитку. При трансмісивних захворюваннях велике значення має трансоваріальна передача, що обумовлена здатністю збудника в ході циркуляції в організм переносника проникати з гемолімфою з порожнин тіла до зародкових клітин. Заражені яйця не зазнають будь-яких змін, продовжують розвиватися, зберігаючи збудників у всіх стадіях розвитку. Епідеміологічна значимість такої передачі вельми велика. Якщо вона поширюється на кілька поколінь переносників, розтягуючись на кілька років, то це може привести до тривалого існування природного осередку трансмісивної інфекції. Циркуляція збудника в ньому підтримується тільки за рахунок трансоваріальної передачі в популяції переносника, що виконує в даному випадку і резервуарну функцію по відношенню до збудника.  

### Перенесення збудника
Залежно від взаємин переносника і збудника існує два способи перенесення збудника:
- специфічне перенесення — збудник інтенсивно розмножується або проходить певні стадії свого розвитку в організмі переносника.
- неспецифічне (механічне) перенесення — збудник не розмножується в організмі переносника, а зберігається лише обмежений час на хоботку, кінцівках, крилах тощо.

### Введення збудника
Перенесення збудників з організму переносника в організм людини-реципієнта реалізується двома способами:
- інокуляція — збудник активно вводиться в організм реципієнта зі слиною кровоссального переносника після порушення цілісності шкірних покривів реципієнта.
- контамінація — переносник виділяє збудників з екскрементами або відригує їх на неушкоджену шкіру реципієнта, що спричинює свербіння, сам переносник також може бути розчавлений при чуханні (зокрема, при епідемічному висипному тифі), потім реципієнт внаслідок свербіжу спричинює утворення дрібних пошкоджень шкіри у місці укусу переносника, через які втирає мікроорганізми в шкіру.